# Papiro Harris I

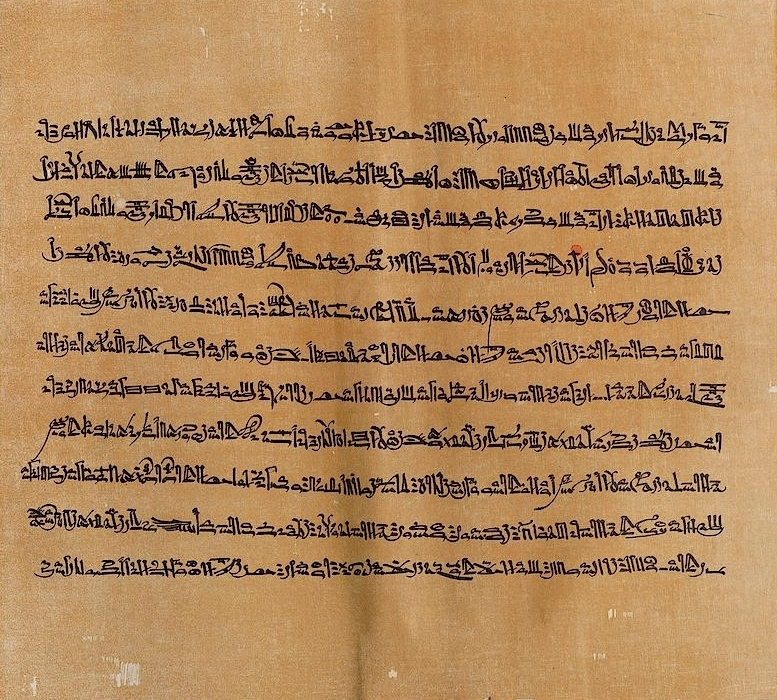
Lámina 76 del papiro.

El Papiro Harris I, o Gran Papiro Harris, es un texto egipcio, escrito en papiro, de temas religiosos e históricos. 
Está datado durante la Dinastía XX, a principios del reinado de Ramsés IV. Procedente de Tebas, fue encontrado en una tumba en Deir el-Medina y comprado por A.C. Harris, en 1855; posteriormente, en 1872, fue adquirido por el Museo Británico, donde está custodiado desde 1872 y catalogado como EA9999/2.
Es el manuscrito en papiro de mayor tamaño encontrado, con 42 m de longitud, y está redactado en escritura hierática; se divide en cinco secciones, con 117 columnas, de doce o trece líneas. Contiene tres dibujos, representando a Ramsés III frente a las tríadas de los dioses de Tebas, Menfis y Heliópolis.

## El texto
Se describen en el texto las donaciones del rey a los dioses y templos de varias ciudades, durante 31 años, para obtener el favor de los dioses. La lista de donaciones ocupa la mayor parte del papiro. 
En la última parte del texto se narran acontecimientos de la Dinastía XX, describiendo la situación caótica a comienzos del periodo, y glorificando las hazañas del rey. 
Termina con la muerte de Ramsés III y el ascenso al trono de su hijo Ramsés IV, pero no cita la llamada conspiración del harén ni el asesinato del faraón.